# Манцин Кец
Манцин Кец — посёлок (сельского типа) в Ики-Бурульском районе Калмыкии, административный центр Манцинкецовского сельского муниципального образования. Расположен в 50 км к юго-востоку от районного центра посёлка Ики-Бурул.
Население — 159 (2021).

## Название
Ойконим Манцин Кец (калм. Манцин Кец) отражает географическое положение посёлка на склоне хребта Чолун-Хамур Ергенинской возвышенности, прилегающем к реке Восточный Маныч и переводится как манычский склон (калм. Манц — калмыцкое название Маныча и калм. кец — склон; покатость).

## История
С 1956 года стали возвращаться калмыки. В то время на этой территории были отгонные пастбища ставропольских колхозов и совхозов. Здесь стояли 2 маленькие землянки из самана, а вокруг несколько кошар. Посёлок назывался участок «Маныч» Николо-Александровского совхоза, Левокумского района Ставропольского края. По возвращении калмыков в 1957—1958 годах началось строительство индивидуального жилья. Вскоре выросла целая улица из саманных домиков. Назвали её улицей Победы. Затем появились школа, клуб, магазин, контора.
В 1960 году открылась начальная школа. В 1965 году отгонные пастбища были возвращены хозяйствами Ставропольского края Калмыкии. Участок «Маныч» стал фермой № 2 овцесовхоза № 108, впоследствии «Хомутниковский».
Указом Президиума Верховного Совета Калмыцкой АССР от 27 августа 1966 года населённому пункту фермы № 2 совхоза «Хомутниковский» присвоено наименование Манцин-Кец. На основании приказа № 860 от 6 августа 1976 года Министерства сельского хозяйства на базе фермы № 2 образован совхоз «Манцин-Кец», который вошел в состав Хомутниковского сельского Совета. В 1978 году начальную школу реорганизовали в восьмилетнюю.
Указом Президиума Верховного Совета Калмыцкой АССР от 13 февраля 1988 года посёлок Манцин-Кец был передан из состава Хомутниковского сельского Совета в административное подчинение Чограйскому сельскому Совету. В 1989 году Манцинкецовская школа преобразован в основную.
В соответствии с распоряжением № 104 от 3 августа 1993 года представителя президента РК в Ики-Бурульском районе назначен ахлачи пос. Манцин-Кец, образован Манцинецовский сельсовет. Наименование Манцинкецовское сельское муниципальное образование присвоено 5 сентября 1997 года на основании поставления Народного Хурала (Парламента) РК.

## Физико-географическая характеристика
Посёлок расположен на юге Ики-Бурульского района, в пределах Ергенинской возвышенности, являющейся частью Восточно-Европейской равнины, на южном склоне хребта Чолун-Хамур, на левом берегу Черноземельского магистрального канала.. Высота над уровнем моря — 19 м. Рельеф местности равнинный. Общий уклон местности с севера на юг. В 2,4 км к югу от посёлка протекает река Подманок — рукав Восточного Маныча.
Расстояние до столицы Калмыкии города Элиста составляет 120 км, до районного центра посёлка Ики-Бурул — 50 км. Ближайший населённый пункт посёлок Южный расположен в 6 км к северо-западу от посёлка.
Согласно классификации климатов Кёппена-Гейгера тип климата — семиаридный (индекс BSk). Среднегодовая температура воздуха — 10,3 °C, количество осадков — 313 мм. В окрестностях посёлка распространены светлокаштановые почвы различного гранулометрического состава.
В посёлке, как и на всей территории Калмыкии, действует московское время.

## Население
| 2002 | 2010 | 2011 | 2012 | 2013 | 2014 | 2015 |
| ---- | ---- | ---- | ---- | ---- | ---- | ---- |
| 297  | ↘240 | →240 | ↘230 | ↘223 | ↘219 | →219 |
| 2016 | 2017 | 2018 | 2019 | 2020 | 2021 |      |
| ↘216 | ↘214 | ↘209 | ↘204 | ↘194 | ↘159 |      |

Национальный состав
Согласно результатам переписи 2002 года большинство населения посёлка составляли калмыки (79 %)

## Социальная инфраструктура
В посёлке действуют дом культуры и библиотека. Основное общее образование жители посёлка получают в Манцинкецовской основной общеобразовательной школе
Медицинское обслуживание обеспечивают фельдшерско-акушерский пункт и расположенная в посёлке Ики-Бурул Ики-Бурульская центральная районная больница.